# Каховское
Каховское (до 1945 года Сарайлы́-Кия́т; укр. Каховське, крымскотат. Saraylı Qıyat, Сарайлы Къыят) — упразднённое село в Симферопольском районе Крыма, включённое в состав Мирного, сейчас — северо-западная часть села.

## История
Во времена Крымского ханства в долине Салгира, на старинном торговом пути из Ак-Мечети и с Южного берега Крыма на Перекоп и Гезлёв, существовала своего рода «агломерация» Кыят, в которой, в последний период жизни ханства, Камеральное Описание Крыма… 1784 года зафиксировало 4 части (кесек): Кыят Сарай Кесек, Кыят Пазарджик Кесек, Кыят Бакаджик Кесек и Кыят Онджи Кесек и точно установить, какой из них был впоследствии записан, как Сарайлы-Кият, довольно затруднительно. После присоединения Крыма к России (8) 19 апреля 1783 года, (8) 19 февраля 1784 года, именным указом Екатерины II сенату, на территории бывшего Крымского Ханства была образована Таврическая область и деревня была приписана к Симферопольскому уезду. После Павловских реформ, с 1796 по 1802 год, входила в Акмечетский уезд Новороссийской губернии. По новому административному делению, после создания 8 (20) октября 1802 года Таврической губернии, Сарай-кият (утвердилась такая форма названия) был включён в состав Эскиординской волости Симферопольского уезда.
По Ведомости о всех селениях в Симферопольском уезде состоящих с показанием в которой волости сколько числом дворов и душ… от 9 октября 1805 года, в деревне Сарай-Кият числилось 48 дворов и 273 жителя, исключительно крымских татар. На военно-топографической карте генерал-майора Мухина 1817 года обозначен опять Кият-Сарай с 30 дворами. После реформы волостного деления 1829 года Сарайлы-Кият передали из Эскиординской волости в состав Сарабузской. На карте 1836 года в деревне 62 двора, как и на карте 1842 года.
После земской реформы Александра II 1860-х годов деревня осталась в составе Сарабузской волости. В «Списке населённых мест Таврической губернии по сведениям 1864 года», составленном по результатам VIII ревизии 1864 года, Сарайлы-Кият — владельческая татарская деревня с 20 дворами, 89 жителями и мечетью при рекѣ Большомъ Салгирѣ (на трёхверстовой карте 1865—1876 года в деревне Сарайлы-Кият 25 дворов). В «Памятной книге Таврической губернии 1889 года», по результатам Х ревизии 1887 года, записан Сарайлы-Кият с 40 дворами и 236 жителями.
После земской реформы 1890-х годов Сарайлы-Кият отнесли к Подгородне-Петровской волости. По «…Памятной книжке Таврической губернии на 1892 год» в деревне Сарайлы-Кият, входившей в Сарабузское сельское общество, числилось 100 жителей в 26 домохозяйствах, из которых 82 человека (21 двор) были безземельными. В 1894 году в селе построена православная Воскресенская церковь. По «…Памятной книжке Таврической губернии на 1902 год» в деревне Сарайлы-Кият, входившей в Сарабузское сельское общество, числилось 128 жителей в 24 домохозяйствах. В 1907 году в деревне было начато строительство мектебе. По Статистическому справочнику Таврической губернии. Ч.II-я. Статистический очерк, выпуск шестой Симферопольский уезд, 1915 год, в деревне Сарайлы-Кият Подгородне-Петровской волости Симферопольского уезда, числилось 20 дворов с татарским населением в количестве 14 человек приписных жителей и 76 — «посторонних», из которых 48 мужчин и 42 женщины. Жители землёй не владели, в хозяйствах имелось 40 лошадей, 20 коров и 150 голов мелкого скота.
После установления в Крыму Советской власти, по постановлению Крымревкома от 8 января 1921 года была упразднена волостная система и село включили в состав вновь созданного Подгородне-Петровского района Симферопольского уезда. В 1922 году уезды получили название округов. 11 октября 1923 года, согласно постановлению ВЦИК, в административное деление Крымской АССР были внесены изменения, в результате которых был ликвидирован Подгородне-Петровский район и образован Симферопольский и село включили в его состав. Согласно Списку населённых пунктов Крымской АССР по Всесоюзной переписи 17 декабря 1926 года, в селе Сарайлы-Кият, Бахчи-Элинского сельсовета Симферопольского района, числилось 94 двора, из них 75 крестьянских, население составляло 439 человек, из них 286 татар, 140 русских, 3 украинца, 1 немец, 1 еврей, 1 латыш, 7 записаны в графе «прочие», действовала татарская школа. К 1940 году Бахчи-Элинский сельсовет упразднили, а центром совета стал Сарайлы-Кият. По данным всесоюзной переписи населения 1939 года в селе проживало 829 человек. К 1940 году Бахчи-Элинский сельсовет был упразднён и образован Сарайлы-Киятский.
В 1944 году, после освобождения Крыма от фашистов, согласно Постановлению ГКО № 5859 от 11 мая 1944 года, 18 мая крымские татары из Сарайлы-Кията были депортированы в Среднюю Азию. 12 августа 1944 года было принято постановление № ГОКО-6372с «О переселении колхозников в районы Крыма» и в сентябре 1944 года в район из Винницкой области переселялись семьи колхозников. Указом Президиума Верховного Совета РСФСР от 21 августа 1945 года Сарайлы-Кият был переименован в Каховское и Сарайлы-Киятский сельсовет — в Каховскский. С 25 июня 1946 года Каховское в составе Крымской области РСФСР, а 26 апреля 1954 года Крымская область была передана из состава РСФСР в состав УССР. В 1958 году Каховский сельсовет переименован в Мирновский с центром в селе Мирное.
Указом Президиума Верховного Совета УССР «Об укрупнении сельских районов Крымской области», от 30 декабря 1962 года Симферопольский район был упразднён и село присоединили к Бахчисарайскому. 1 января 1965 года, указом Президиума ВС УССР «О внесении изменений в административное районирование УССР — по Крымской области», вновь включили в состав Симферопольского. Включено в состав Мирного, как Каховка, в период с 1960 года, когда село ещё числилось отдельным населённым пунктом, по 1968 год (согласно справочнику «Крымская область. Административно-территориальное деление на 1 января 1968 года» — с 1954 по 1968 год).

### Динамика численности населения
| - 1805 год — 273 чел. - 1864 год — 89 чел. - 1887 год — 236 чел. - 1892 год — 100 чел. | - 1902 год — 128 чел. - 1915 год — 14/76 чел. - 1926 год — 439 чел. - 1939 год — 829 чел. |